# الابتعاث في السعودية
ابتدأت البعثات الأكاديمية في المملكة العربية السعودية بالانتشار مع إطلاق برنامج خادم الحرمين الشريفين للابتعاث الخارجي عام 2005م. تلتها بعد ذلك بعثات أخرى من شركات حكومية وخاصة وجمعيات خيرية.

## تاريخ الابتعاث في المملكة
شهد عهد الملك عبد العزيز أول ابتعاث في تاريخ المملكة العربية السعودية، إذ أمر في العام 1346هـ / 1927 أن توفد أول دفعة دراسية إلى مصر. ضمت الدفعة 14 دارساً وتخرجت عام 1353هـ. تلا ذلك إيفاد 3 مبتعثين إلى بريطانيا في العام 1349هـ، ثم عشرة طلاب إلى الوجهة نفسها في العام 1354هـ. في 1355هـ أمر الملك عبد العزيز بإنشاء أول مدرسة ثانوية حكومية على النظام التعليمي الحديث؛ لتأهيل طلابها بالالتحاق بالكليات في الخارج. فيما شهد العام 1356هـ بداية المدرسة التحضيرية، وفي العام 1358هـ ابتعث العشرة الأوائل من خريجي المدرسة الثانوية التحضيرية.
في عهد الملك خالد، تزايد عدد المبتعثين خاصة إلى أمريكا ليصل إلى 11 ألف مبتعث ومبتعثة، وشهد عهد الملك فهد تركيزاً على ابتعاث الطاقم الأكاديمي في الجامعات السعودية وموظفي الدولة. وفي عام 1417هـ صدرت لائحة الابتعاث والتدريب لأعضاء هيئة التدريس في الجامعات.
في العام 1426هـ استحدث الملك عبد الله برنامج ابتعاث ساهم في إحداث نقلة نوعية وضم الكثير من أفراد المجتمع تحت برنامج خادم الحرمين الشريفين للابتعاث الخارجي، بواقع ثلاث مراحل مدة كل واحدة منها خمس سنوات، وقد استهدفت المرحلتان الأولى والثانية سد الحاجة إلى مزيد من المقاعد الدراسية والتخصصات العلمية في الجامعات.

### وظيفتك وبعثتك
في العام 1436، وفي ظل الحاجة لتطوير عمل البرنامج بعد بروز مؤشرات تدل على تأخر بعض خريجي البرنامج في الحصول على الوظائف المناسبة لطموحهم، وظهور دلائل على وجود ازدواجية بين بعض التخصصات التي يتم الابتعاث لها وبين ما هو متوفر في الجامعات السعودية، شهدت المرحلة الثالثة من البرنامج نمطا جديدا في أسلوب التنفيذ يقوم على الربط المباشر بين الوظيفة والبعثة في التخصصات ذات الاحتياج، إذ بادرت هذه المرحلة عبر مسار “وظيفتك وبعثتك” لتأمين الوظائف أولا ليتم على ضوئها تحديد المقاعد والتخصصات والمراحل الدراسية المطلوبة للابتعاث، ومن ثم الإعلان عنها، حيث يجري ترشيح المتقدمين للبعثة عليها وفقا لاحتياجات المؤسسات وهيئات القطاع العام من الكوادر البشرية والتخصصات والمستويات الدراسية المطلوبة، بحيث يضمن الخريج الفرصة الوظيفية التي تم ابتعاثه من أجلها.

### رؤية 2030
شهد برنامج خادم الحرمين الشريفين للابتعاث الخارجي في عهد الملك سلمان بن عبد العزيز تحولات شكلت في مجملها انعكاسا لرؤية المملكة 2030 التي أطلقها مجلس الشؤون الاقتصادية والتنمية برئاسة ولي العهد الأمير محمد بن سلمان، وذلك من خلال استحداث الابتعاث لتخصصات مواكبة للعصر الحالي، وربطه بالوظائف المطروحة في سوق العمل ورفع كفاءته، وتطوير تقنيات إدارته.
ودعا وكيل وزارة التعليم للبعثات المشرف العام على الملحقيات الثقافية، الدكتور جاسر الحربش القطاعات الخاصة في سوق العمل للاستثمار في المرحلة الجديدة من السنة الثالثة عشرة من عمر برنامج الابتعاث، وقال إن البرنامج يمر بمرحلة تطويرية مهمة لها علاقة بما تشهده أنظمة الدولة الحكومية من تحديثات تطويرية تسهم في تحقيق رؤية المملكة 2030، مضيفا “لن نتمكن في هذه المرحلة الجديدة من التوقيع مباشرة مع أية جهة حكومية للابتعاث في مسار “وظيفتك وبعثتك” وذلك بهدف توظيف المبتعث في نفس الجهة الحكومية، لكننا قادرون على التوقيع مع الجهة الحكومية لابتعاث مرشح يعمل في إحدى الشركات التابعة للجهة والمرخصة أو المملوكة للدولة”.
وبالإضافة إلى مسار “وظيفتك وبعثتك” طرأت على البرنامج بعد تحديثه عدة مسارات مختلفة، منها مسار نخبة الجامعات لمن يحصل على قبول مباشر لأفضل 20 جامعة دون الحاجة للانتظار. كما أن المسار الطبي لم يربط القبول عليه في موعد سنوي ثابت نظراً لأهميته، فالحصول على المقعد الطبي في الابتعاث أصبح مباشرا لمن يحضر القبول وفق المقاعد العالمية المتاحة في الطب. كما أن هناك مسار المنح الدولية من خلال التنسيق مع وزارة الخارجية وسفارات بعض الدول الأجنبية.
وتركز السنة الـ13 من برنامج خادم الحرمين الشريفين للابتعاث الخارجي على التخصصات النوعية التي تنسجم مع متطلبات رؤية 2030 وبرامجها المختلفة، ومنها الذكاء الاصطناعي والأمن السيبراني والنقل الجوي والتخصصات الصحية.

## الصعوبات والمشاكل
تواجه المبتعثين صعوبات يتعلق بعضها بالشؤون الإدارية كتأخر صرف المكافآت أحيانا أو عدم كفايتها، والتأخر في الرد على الاستفسارات من قبل الملحقية الثقافية، وبعضها بمجتمعاتهم الجديدة وبيئة التعليم ومن ذلك صعوبة الاندماج ووجود تمييز عنصري أحيانا، مما يضطرهم أحيانا لمغادرة المنطقة التي يدرسون بها، وأخرى ترتبط بالمسائل القانونية التي تعود لضعف وعي المبتعث واطلاعه على الأنظمة في البلد الذي يدرس فيه.

## أرقام من برنامج الابتعاث
بلغ مجموع الطلاب المبتعثين في سبتمبر 2018، أكثر من 95 ألف مبتعث إضافة إلى نحو 45 ألف مرافق:
| الدولة         | عدد المبتعثين |
| -------------- | ------------- |
| أمريكا         | 53127 مبتعثا  |
| بريطانيا       | 13995         |
| أستراليا       | 5864          |
| ألمانيا        | 1910          |
| أيرلندا        | 1284          |
| فرنسا          | 751           |
| نيوزيلندا      | 742           |
| هولندا         | 416           |
| النمسا         | 381           |
| الصين          | 367           |
| اليابان        | 316           |
| كوريا الجنوبية | 289           |
| إسبانيا        | 156           |
| إيطاليا        | 138           |
| سنغافورة       | 32            |
| بقية الدول     | 15979         |

## فتاوى وآراء
كان لبعض العلماء في السعودية مواقف وفتاوى  في الابتعاث بلغت حد المنع، كما حصل من مفتي السعودية السابق محمد بن إبراهيم بحجة الخوف من أن يكون بابا إلى الردة، وفي 11 / 11 / 1401هـ أصدرت هيئة كبار العلماء في السعودية فتوى بمنع الابتعاث وقيدته بشروط.
وقد أدت تلك المواقف والفتاوى نحو الابتعاث لتقليصه والاقتصار على ما كان يسمى بالتخصصات النادرة في الفترة التي تلت حركة جهيمان.
وواجه برنامج خادم الحرمين الشريفين للابتعاث الخارجي انتقادات من بعض دعاة الصحوة في السعودية وخصوصا بعد قرار ابتعاث الفتيات، إذ أثار جدلا مجتمعيا بين مؤيد ومعارض وغذى هذا الجدل نشر أخبار عن حصول انحرافات عقدية وأخلاقية لدى عدد محدود جدا من المبتعثين، لكن سرعان ما توجهت انتقادات لهؤلاء الدعاة بعد أن تبين وجود أبنائهم ضمن من شملتهم رحلة العلم عبر برنامج خادم الحرمين للابتعاث الخارجي.   

## تأثر الثقافة السعودية
أدى اندماج المبتعثين السعوديين في مجتمعاتهم الجديدة إلى اكتساب كثير من العادات والأساليب الجديدة في التعاطي مع مختلف الأحداث والقضايا، وكون المبتعثون مجموعات في كل بلدة ومنطقة لمتابعة شؤونهم وأحوالهم، فيما أسس كثيرون منتديات وملتقيات وأصبح لهم مراكز خاصة تعنى بشؤون المبتعثين السعوديين.

## الأحداث والمشاكل
ضمت مواقف المبتعثين السعوديين بطولات ومشاهد وصلت إلى حد التضحية بالنفس. مما يعكس الخلق الراقي والفعل الرصين لدى هؤلاء الموفدين، يضاف كل ذلك إلى نجاحاتهم وتفوقهم في الميدان الدراسي، ومن قصص التضحيات غرق المبتعثين السعوديين جاسر دهام آل راكة 25 عامًا، وذيب مانع اليامي 27 عامًا في ولاية ماساشوتس (شرق أمريكا) بعد محاولتهما إنقاذ طفلين أمريكيين واجها مشاكل مع تيارات مياه نهر شيكوبي.
في ولاية «أوهايو» الأمريكية، أقدم المبتعث السعودي مشاري السريحي على إنقاذ طفل يبلغ من العمر 14 عامًا بعد أن انقلب المركب الذي كان يستقلّه «السريحي» رفقة الطفل ووالده في إحدى البحيرات على إثر عاصفة قوية، وتُوُفِّي غرقًا، وهو يحاول إنقاذ والد الطفل.
في أستراليا في مطلع العام 2018، عرّض المبتعث السعودي أحمد المحيميد حياته للخطر لإنقاذ رجل مسن سقط في نهر «يارا» في مدينة ملبورن، بعد أن سمع نداءات الاستغاثة المتتالية، ولم يجد من يحرك ساكنًا، رغم وجود عدد من الأستراليين في المنطقة، فقرر الذهاب إلى مصدر الصوت فوجد شخصًا في وسط النهر يطلب النجدة، فلم يتردّد في القفز في النهر والسباحة لإنقاذه، على الرغم من وجود سمك القرش بالمنطقة وقام بسحبه إلى بر الأمان، وهو ما دعا وسائل الإعلام الأسترالية إلى إطلاق لقب «بطل نهر يارا» عليه.
في عام 2013 تمكن مبتعث سعودي في ولاية إنديانا الأمريكية من إنقاذ 3 طالبات سعوديات، بعد أن احتجز حريق إحداهن داخل غرفتها في المبنى السكني الذي تقيم فيه المبتعثات، بينما تعرض المنقذ لبعض الحروق من الدرجة الثانية.

## سفير
هي منظومة إلكترونية أطلقت بداية عام 2008 لتسهيل إجراءات المتابعة والإشراف، ومن أهدافها:
- أتمتة إجراءات العمل الخاصة بالدارسين في الخارج والملحقيات الثقافية والوزارة وجهات الابتعاث.
- سرعة تنفيذ المعاملات.
- ربط أصحاب العلاقة إلكترونياً على اختلاف أماكنهم.
- متابعة معاملات الدارسين في الخارج من قِبل المسؤولين بسرعة وكفاءة عالية.
- رفع مستوى أمن المعلومات الخاص ببيانات الطلبة الدارسين في الخارج ومرافقيهم.

وتقدم المنظومة خدماتها عبر عدد من المنتجات، منها:

### سفير الطلبة
يهدف لخدمة الطلبة من خلال تقديم الخدمات الإلكترونية، وإتاحة متابعة حالة طلباتهم المقدمة.

### سفير العمل
يُمكن المستفيدين من خدمة الطالب، ويتم من خلاله متابعة الطالب أكاديمياً وإدارياً ومالياً.

### سفير الدراسي
يتيح للمستفيدين الاطلاع على بيانات الطلبة التفصيلية مما يساعدهم في اتخاذ القرارات من خلال نظام سفير العمل.

### سفير الجامعات
يختص بحصر الجامعات حول العالم بتخصصاتها ودرجاتها العلمية المعتمدة من قبل وزارة التعليم، ليختار الطالب الجامعة والتخصص الموصى بهما.

### سفير الخريجين
يهدف إلى عرض بيانات خريجي برامج الابتعاث الخارجي لجهات إحصائية وتوظيفية محددة.

## وصلات خارجية
- موقع وكالة الابتعاث السعودية الرسمية.
- إحصائيات المبتعثين السعوديين.
- موقع سعوديون في أمريكا.
- موقع برنامج سفير التابع لوزارة التعليم.
- التقديم على برنامج خادم الحرمين الشريفين للابتعاث الخارجي.
- مقالة صحيفة المدينة حول تاريخ الابتعاث في السعودية.